# 尼巴 (韋西科區)
尼巴（西班牙語：Niba），是巴拿馬的城鎮，位於該國西北部，由恩戈貝-布格雷特區的韋西科區負責管轄，面積135.8平方公里，2010年人口3,491，人口密度每平方公里25.7人。